# Ligueil
 Ligueil  es una población y comuna francesa, situada en la región de  Centro, departamento de Indre y Loira, en el distrito de Loches y cantón de Ligueil.

## Demografía
| 2110 | 2245 | 2379 | 2413 | 2201 | 2166 |
| Para los censos de 1962 a 1999 la población legal corresponde a la población sin duplicidades (Fuente: INSEE [Consultar]) |      |      |      |      |      |

## Localidades hermanadas
| Ciudades hermanadas |           |                        |                  |        |
| País                | Ciudad    | Fecha de hermanamiento | Web de la ciudad | Imagen |
| España              | Cantalejo | 1980                   | Cantalejo        |        |